# Samsung Ativ Tab 5
Samsung Ativ Tab 5, trước đây gọi là Samsung Ativ Smart PC, là một máy tính bảng 11,6 inch (29 cm) sản xuất bởi Samsung. Ativ Tab 5 được công bố vào 29 tháng 8 năm 2012 tại IFA 2012 ở Berlin, nó tích hợp vi xử lý lõi-kép 1.8 GHz Intel Atom Z7260, và chạy hệ điều hành Windows 8.
Sự kết hợp với Windows 8 đã nhận được nhiều đánh giá tốt. Ngoài ra Ativ Tab 5 nhận được đánh giá tích cực về trọng lượng thiết kế của nó, bao gồm S-Pen.

## Phần cứng
Thiết kế của Ativ Tab 5 tương như nhưng nhỏ hơn các đối tác chạy Android (như Galaxy Tab 2 10.1 và Galaxy Note 10.1)—thiết kế pha trộn giữa nhựa và thủy tinh. Một cổng micro HDMI, khe MicroSD, và cổng USB kích thước đầy đủ được đưa vào thiết kế, cũng như nút tăng giảm âm lượng, nút nguồn, và jack tai nghe nằm ở đỉnh. Một nút Windows nằm ở phía dưới, giữa màn hình. Một cổng sạc và đế kết nối nằm ở giữa. Ativ Tab 5 sử dụng màn hình 11,6 inch (29 cm) IPS độ phân giải 1.366x768. Máy tính bản có sẵn bộ nhớ SSD 32 GB hoặc 128 GB, có thể mở rộng qua thẻ micro-sd.